# Social justice warrior
Social justice warrior (comunemente abbreviato come SJW, in italiano paladino della giustizia sociale) è un termine che definisce un individuo che promuove punti di vista socialmente progressisti, come il femminismo, i diritti civili, il multiculturalismo, così come sulle politiche di identità in modo eccessivo, aggressivo o prevaricatorio, invalidando con tale atteggiamento il valore del messaggio che vorrebbe portare avanti. L'accusa che qualcuno sia un SJW implica spesso che questi stia perseguendo un vantaggio personale piuttosto che l'adesione ad una convinzione reale, e di impegnarsi in dispute non rilevanti.

## Origine dell'espressione
L'espressione ha avuto origine nel tardo XX secolo come termine neutro o positivo per le persone impegnate nell'attivismo su temi di giustizia sociale. Nel 2011, quando il termine apparve per la prima volta su Twitter, il suo significato è cambiato da termine prevalentemente positivo ad estremamente negativo. Durante la controversia Gamergate, la connotazione negativa ha ottenuto un maggiore uso, ed è stata rivolta in particolare a coloro che aderivano acriticamente al liberalismo sociale, all'inclusività culturale o al femminismo, nonché ad altre opinioni ritenute politicamente corrette (come l'appropriazione culturale o l'intersezionalità).
Il termine è entrato nella cultura popolare, inclusa una parodia dei videogiochi di ruolo, chiamata Social Justice Warriors, e distribuita nel 2014.

## Studi
Lo psicologo Jordan Peterson descrive negativamente il fenomeno in relazione ad un politically correct di tipo autoritario, rappresentato da coloro che «militarizzano la compassione» e la giustizia, verso chiunque si auto-identifichi o venga descritto come vittima/oppresso di una qualsiasi minoranza (etnica/razziale, sociale, religiosa o sessuale).